# Yves Simoens
Pour les articles homonymes, voir Simoens et Simões.
Yves Simoens, né le 10 mai 1942 à Léopoldville (Congo belge, aujourd'hui Kinshasa, République démocratique du Congo), et mort le 8 septembre 2024 à Paris, est un prêtre jésuite belge, docteur en exégèse biblique et professeur d'Écriture sainte.
Spécialiste de l'Ancien et du Nouveau Testaments, il a enseigné à l'Institut d'études théologiques de Bruxelles et au Centre Sèvres de Paris. Depuis 1976, il est professeur invité à l'Institut biblique pontifical (Rome). Une partie importante de ses travaux concerne le corpus johannique. Ses recherches portent également sur les relations entre juifs et chrétiens.

## Biographie
Entré au noviciat de la Compagnie de Jésus en 1960, Yves Simoens étudie la philosophie et la théologie à Fourvière, et obtient sa maîtrise de lettres modernes à l'université d'Aix-en-Provence. Après son ordination presbytérale en 1973, il est étudiant à l’Institut biblique pontifical de Rome, de 1974 à 1979, où il obtient sa licence en théologie biblique et son doctorat en exégèse biblique. Sa thèse de doctorat, publiée par Biblical Institute Press en 1981, porte sur les structures stylistiques et interprétatives dans le Discours de la Cène (Jean 13).
Il est nommé professeur d'Ancien et de Nouveau Testaments à l’Institut d’études théologiques de Bruxelles en 1979, et enseigne aux facultés jésuites de Paris. Depuis 1976, il est professeur invité, un semestre tous les deux ans, à l’Institut biblique pontifical.
Spécialiste du corpus johannique, dont il a traduit plusieurs livres, Yves Simoens a également consacré un ouvrage au Cantique des Cantiques. La plupart de ses livres sont traduits en italien.
Il anime des sessions d'études bibliques et de retraites ignatiennes.
Il meurt le 8 septembre 2024 dans le 14e arrondissement de Paris des suites d'une leucémie.

## Publications

### Ouvrages
- Entrer dans l'Alliance. Une introduction au Nouveau Testament, Médiasèvres, « Études bibliques » 123, 2001
- Selon Jean, Une traduction. Une interprétation, collection de l’Institut d’études théologiques 19, Bruxelles, Lessius, 2004
- Le Cantique des Cantiques, livre de la plénitude. Une lecture anthropologique et théologique, collection « Écritures », Bruxelles, Lumen Vitae, 2004
- Le Corps souffrant : de l’un à l’autre Testament, éditions Facultés jésuites de Paris, 2005[5]
- Croire pour aimer. Les trois lettres de Jean. Une traduction, une interprétation, éditions Facultés jésuites de Paris, 2011
- Apocalypse de Jean, Apocalypse de Jésus-Christ. Une traduction. Une interprétation, éditions Facultés jésuites de Paris, 2 vol., 2014   (ISBN 978-2-84847-017-7)
- Homme et Femme. De la Genèse à l'Apocalypse, éditions Facultés jésuites de Paris, 2014
- Évangile selon Jean, éditions Facultés jésuites de Paris, 2016
- Donner Corps à la Parole. Parcours johanniques et bibliques, éditions CLD, 2019
- Accomplir l'Écriture. Un itinéraire biblique et théologique, éditions Facultés jésuites de Paris, 2020
- Croire en Jésus selon Jean. Redécouvrir la foi de l'Évangile, éditions Salvator, 2021
- Servir l'Écriture sainte comme Parole de Dieu. Un chemin de vie, éditions du Cerf, coll. « Lectio Divina » 283, 2023  (ISBN 9782204154154), 688 p[6].

### Ouvrages collectifs
- Soheib Bencheikh, David Meyer, Yves Simoens, Les Versets douloureux. Bible, Évangile et Coran entre conflit et dialogue, Bruxelles, Lessius, 2007
- Yves Simoens, François Cassingena-Trévedy, Michel Fédou, Au service de saint Jean. Lectures du corpus johannique, Médiasèvres, « Études bibliques » 169, 2012

### Choix d'articles
- « L'Évangile de Jean. Positions et propositions », Nouvelle Revue théologique 122/2 (2000) 177-190
- « La famille à la lumière des données bibliques », Nouvelle Revue théologique 127/3 (2005) 354-372
- « Transmettre l'Écriture sainte », Nouvelle Revue théologique 129/2 (2007) 353-370
- « La réévaluation historique du quatrième évangile », Nouvelle Revue théologique 136/2 (2014) 177-195
- « Le Seigneur d’Israël et le Père de Jésus-Christ », Communio, no 140, novembre-février 1998
- « Le Dieu d'Israël selon l'unité de son dessein », Sens 1998/3, 122-132[7]
- « Le Psaume 137 : une supplication nationale », Sens 356 (2011) 97-108[7]
- « L'Évangile selon Jean. Nouvelle lecture chrétienne », Sens 2000/1, 6-14[8]
- « L'énigme du pain dans la demande du Notre Père (Matthieu 6,11 et Luc 11,3) », Communio no 250, mars-avril 2017
- « Le prologue de l'Apocalypse », La Croix, 7 novembre 2019
- « La prière glorifiante de Jésus en Jn 17 », Estudios Bíblicos LXXVIII/2 (2020), 219-233